# Staro Korito
Staro Korito (en serbe cyrillique : Старо Корито) est un village de Serbie situé dans la municipalité de Knjaževac, district de Zaječar. Au recensement de 2011, il comptait 23 habitants.

## Démographie
| 1948 | 1953 | 1961 | 1971 | 1981 | 1991 | 2002 | 2011 |
| ---- | ---- | ---- | ---- | ---- | ---- | ---- | ---- |
| 287  | 280  | 250  | 173  | 126  | 78   | 51   | 23   |

|  |

## Annexe